# Toleranz (Film)
Toleranz ist ein deutsches Filmdrama vom Regisseur Marc-Andreas Bochert aus dem Jahr 2014. Die Erstausstrahlung erfolgte am 21. November 2014 im Rahmen der ARD-Themenwoche „Anders als du denkst“.

## Handlung
Karoline Benzko, genannt Karo, ist die erfolgreichste Spielerin in der Handballmannschaft HSG Borussia 1898. Die Mannschaft wird betreut vom Trainer Tobias Winkler, der Karo entdeckt und gefördert hat, sowie von der Ko-Trainerin Helene Gärtner. Hauptsponsor des Vereins ist das Unternehmen Erdgas Real, bei dem Karo auch eine Ausbildung macht. Die Mannschaft hat gerade die Qualifikation für den Europacup in Amsterdam gewonnen, zudem wird Karo in den Kader der Handballnationalmannschaft berufen. Zusammen mit der aus dem Iran stammenden Teamkameradin Jasmin wirbt Karo für Erdgas Real mit einer Werbekampagne unter dem Motto „Mit Fairness und Toleranz zum Erfolg“.
Karo ist seit Jahren mit ihrem Freund Martin zusammen. Er hatte ihr während einer schweren Verletzung beigestanden und hat nun eine Wohnung gemietet, die er renoviert, um dort mit Karo zusammenzuziehen. Sie weiß von seiner Vergangenheit in der rechten Szene, aber er versichert ihr, damit sei Schluss. Während Karos Bruder Robert und ihre Mutter Martin wegen seiner Gesinnung offen ablehnen, akzeptiert ihr Vater ihn, da er sieht, dass Karo ihn liebt.
Vor der Abfahrt zum Europacup macht ein Fotograf für die Lokalzeitung Fotos von der Mannschaft, unter anderem auch von Karo und Martin. Später in der Redaktion erkennt seine Vorgesetzte Martin auf den Fotos wieder und ändert den Artikel in eine Enthüllungsgeschichte über Karos Beziehung zu einem Neonazi. Andere Medien greifen die Geschichte auf und die Mannschaft gerät in Amsterdam unter Druck. Der Sponsor und die Vereinsführung möchten, dass Winkler Karo aus dem Team nimmt, um Schaden für den Verein und das Image des Unternehmens abzuwenden, doch der Trainer steht weiterhin hinter seiner besten Spielerin. In einer internen Aussprache stellt schließlich ein Großteil der Mannschaft Karo vor die Entscheidung, entweder mit Martin Schluss zu machen oder das Team zu verlassen. Karo verlässt daraufhin die Mannschaft und kehrt vor Ende des Turniers alleine zurück nach Deutschland. Dort angekommen erfährt sie, dass ihr Bruder von zu Hause ausgezogen ist, da er es nicht mehr aushält, dass sie immer noch mit Martin zusammen ist.
In Amsterdam verliert die Mannschaft das Spiel ohne Karo und scheidet aus dem Turnier aus, Winkler tritt als Trainer zurück, die Ko-Trainerin Gärtner übernimmt seinen Posten. Der Nationaltrainer macht Karos Berufung in die Nationalmannschaft rückgängig. In der letzten Szene fährt Martin zu dem Haus von Karos Eltern und möchte mit ihr reden, aber sie öffnet nicht die Tür. Der Film endet mit einem Bibelzitat:
Willst du wirklich mein Recht zerbrechen, mich schuldig sprechen, damit du Recht behältst? (Hi 40,8 )

## Hintergrund
Toleranz ist nach Empathie, Inklusion – gemeinsam anders und Dyslexie der vierte Film, den Regisseur Marc-Andreas Borchert für eine ARD-Themenwoche gedreht hat. Der Film wurde von Dezember 2013 bis Juni 2014 unter anderem in Berlin und Umgebung gedreht.
Der Film enthält Parallelen zu der Ruderin Nadja Drygalla, die nach Bekanntwerden ihrer Beziehung zu einem NPD-Funktionär ihre Teilnahme an den Olympischen Spielen 2012 vorzeitig beendete.

## Kritik
„Dank des differenzierten Umgangs mit dem Thema bietet der Film vielfältige Diskussions-Ansätze, gerade auch für den Schulunterricht. Darüber hinaus ist Toleranz nicht nur gut gemeint, sondern auch gut gemacht.“

„Engagiertes (Fernseh-)Drama, das um gesellschaftliche Toleranz wirbt und dabei die Defizite der scheinbar moralisch Überlegenen in Frage stellt.“